# Pallavolo ai Giochi della XXXII Olimpiade - Qualificazioni al torneo maschile
Le qualificazioni di pallavolo maschile ai Giochi della XXXII Olimpiade si sono svolte dal 9 agosto 2019 al 12 gennaio 2020: ai tornei hanno partecipato trentaquattro squadre nazionali e undici si sono qualificate ai Giochi della XXXII Olimpiade.

## Squadre partecipanti
| - Algeria - Argentina - Australia - Belgio - Brasile - Bulgaria - Camerun - Canada - Cile | - Cina - Corea del Sud - Colombia - Cuba - Egitto - Finlandia - Francia - Germania - India | - Iran - Italia - Messico - Paesi Bassi - Perù - Polonia - Porto Rico - Qatar - Rep. Ceca | - Russia - Serbia - Slovenia - Stati Uniti - Taipei cinese - Tunisia - Venezuela |

## Tornei

### Africa
Al torneo hanno partecipato quattro squadre nazionali africane:
- La prima classificata si è qualificata per i Giochi della XXXI Olimpiade.

### America del Nord
Al torneo hanno partecipato quattro squadre nazionali nordamericane:
- La prima classificata si è qualificata per i Giochi della XXXI Olimpiade.

### America del Sud
Al torneo hanno partecipato quattro squadre nazionali sudamericane:
- La prima classificata si è qualificata per i Giochi della XXXI Olimpiade.

### Asia e Oceania
Al torneo hanno partecipato otto squadre nazionali asiatiche e oceaniane:
- La prima classificata si è qualificata per i Giochi della XXXI Olimpiade.

### Europa
Al torneo hanno partecipato otto squadre nazionali europee:
- La prima classificata si è qualificata per i Giochi della XXXI Olimpiade.

### Mondiale
Al torneo hanno partecipato ventiquattro squadre nazionali:
- La prima classificata di ogni girone si è qualificata per i Giochi della XXXI Olimpiade.

## Squadre qualificate
| Squadra     | Qualificazione                                      |
| ----------- | --------------------------------------------------- |
| Argentina   | 1ª al torneo di qualificazione mondiale (girone F)  |
| Brasile     | 1ª al torneo di qualificazione mondiale (girone A)  |
| Canada      | 1ª al torneo di qualificazione nordamericano        |
| Francia     | 1ª al torneo di qualificazione europeo              |
| Iran        | 1ª al torneo di qualificazione asiatico e oceaniano |
| Italia      | 1ª al torneo di qualificazione mondiale (girone C)  |
| Polonia     | 1ª al torneo di qualificazione mondiale (girone D)  |
| Russia      | 1ª al torneo di qualificazione mondiale (girone E)  |
| Stati Uniti | 1ª al torneo di qualificazione mondiale (girone B)  |
| Tunisia     | 1ª al torneo di qualificazione africano             |
| Venezuela   | 1ª al torneo di qualificazione sudamericano         |